# Dulac
Dulac is een plaats (census-designated place) in de Amerikaanse staat Louisiana, en valt bestuurlijk gezien onder Terrebonne Parish.

## Demografie
Bij de volkstelling in 2000 werd het aantal inwoners vastgesteld op 2458.

## Geografie
Volgens het United States Census Bureau beslaat de plaats een oppervlakte van
68,4 km², waarvan 55,5 km² land en 12,9 km² water. Dulac ligt op ongeveer 1 m boven zeeniveau.

## Plaatsen in de nabije omgeving
De onderstaande figuur toont nabijgelegen plaatsen in een straal van 36 km rond Dulac.